# Lectorium Rosicrucianum

Symbol Lectorium Rosicrucianum

Lectorium Rosicrucianum (Międzynarodowa Szkoła Złotego Różokrzyża) – nowy ruch religijny działający w Europie i Ameryce Północnej, odwołujący się do tradycji różokrzyża. Liczy około 15 tysięcy członków.

## Historia
Początki organizacji sięgają 1924 roku, kiedy to bracia Jan (1896–1968) i Zwier (1892–1936) Leene zostali członkami holenderskiego oddziału Towarzystwa Różokrzyża założonego w Stanach Zjednoczonych w 1909 roku przez Maxa Heindla. W 1930 roku dołączyła do nich Henny Stok-Huyser (1902–1990), wraz z którą w 1935 roku założyli własną, niezależną wspólnotę różokrzyżową. Jan Leene i Henny Stok-Huyser opublikowali pod pseudonimami Jan van Rijckenborgh i Catharose de Petri szereg książek. W czasie II wojny światowej ruch ten był prześladowany przez nazistów, a wielu jego członków zesłano do obozów koncentracyjnych. Organizacja odrodziła się po 1945 roku, przyjmując obecną nazwę i rozszerzając swoją działalność poza Holandię. 

## Wierzenia
Nauczanie Lectorium Rosicrucianum odwołuje się do tradycji kataryzmu, głosząc dualistyczną wizję świata, w którym zachodzi konflikt między statycznym ładem boskim a dynamicznym ładem naturalnym. Wyznawcy dążą do osiągnięcia gnozy, jednoznacznej z ewangelicznym „odrodzeniem z wody i z Ducha” (J 3,5). Służy temu duchowe oczyszczenie, rozumiane jako praktykowanie wegetarianizmu, abstynencja od alkoholu, tytoniu i narkotyków oraz unikanie różnych „zanieczyszczeń” w postaci np. mass mediów i okultyzmu. Ostatecznym celem gnozy ma być wewnętrzne oświecenie i zjednoczenie z Chrystusem, będące uświadomieniem sobie przez człowieka swojego boskiego pochodzenia.

## W Polsce
W Polsce od 1986 roku Międzynarodowa Szkoła Złotego Różokrzyża działa oficjalnie jako zarejestrowany związek wyznaniowy. W Polsce w 2016 roku liczył 404 członków, w 2020 liczył 395 członków.